# Biatlon na Zimních olympijských hrách 2018 – závod s hromadným startem ženy
Ženský biatlonový závod s hromadným startem na 12,5 km na Zimních olympijských hrách 2018 v jihokorejském Pchjongčchangu se konal v Běžeckém centru Alpensia dne 17. února 2018. Zlatou medaili z minulých olympijských her obhajovala Běloruska Darja Domračevová.
Především díky rychlému běhu v něm zvítězila Slovenka Anastasia Kuzminová, která se tak stala nejúspěšnějším slovenským sportovcem na olympijských hrách. Stříbrnou medaili vybojovala s náskokem Darja Domračevová, bronzovou získala Norka Tiril Eckhoffová.

## Program
Časy jsou uvedeny v korejském čase (UTC+9).
| Datum          | Čas           | Fáze závodu |
| -------------- | ------------- | ----------- |
| 17. února 2018 | 20:15 – 20:56 | Finále      |

## Průběh závodu
V závodě, který se jel za velmi dobrých povětrnostních podmínek, vedla od začátku Slovenka Anastasia Kuzminová. Po první střelbě, kterou většina závodnic zastřílela čistě, se odpoutala od ostatních, nadále střílela čistě a nejrychlejším během ze všech závodnic svůj náskok neustále zvyšovala. K poslední střelbě přijela s náskokem 50 sekund. První čtyři terče zasáhla bez chyby a v rytmu, ale poslední střelu několikrát odložila a ani poté terč nezasáhla. Přesto odjížděla do posledního kola s náskokem 25 sekund a dojela si pro jisté vítězství před Běloruskou Darjou Domračevovou, která jako jediná z šesti pronásledovatelek Kuzminové neudělala při poslední střelbě chybu. Bronzovou medaili vybojovala s náskokem Norka Tiril Eckhoffová, která běžela také velmi rychle, ale na střelnici udělala celkem dvě chyby.
Veronika Vítková střílela první tři položky čistě, ale pomalejším během ztrácela. Přesto na poslední střelbu přijížděla jako sedmá, poslední z pronásledovatelek Kuzminové. Při ní udělala jednu chybu, ale nevšimla si zásahu posledního terče a odjela dvě trestná kola. „Viděla jsem, že mi poslední dva terče nespadly. Pokaždé se ještě pro kontrolu otáčím, ale tentokrát jsem to neudělala,“ popsala pak sklesle situaci v rozhovoru pro Českou televizi. Trenér Zdeněk Vítek to pak doplnil: „Verča už měla flintu na zádech a nevšimla si, že jeden z terčů se postupně sklápěl. Být to druhá nebo třetí rána, závodník si toho mrknutím všimne. Jenže šlo o poslední ránu.“ Vítková pak dokončila závod na 14. místě. Do závodu s hromadným startem se – poprvé na vrcholné úrovni – probojovala Markéta Davidová. Běžela rychleji, ale nezasáhla celkem tři terče a dojela o čtyři místa za Vítkovou.

## Výsledky
| P   | SČ | Jméno                          | Běžecký čas | Čas na střelnici A | Čas na střelnici B | Čas v cíli | Odstup  |
| --- | -- | ------------------------------ | ----------- | ------------------ | ------------------ | ---------- | ------- |
| 1.  | 4  | Anastasia Kuzminová (SVK)      | 31:06,4     | 3:14,2 (2:07,9)    | 1:02,4 (0+0+0+1)   | 35:23,0    | 0,0     |
| 2.  | 9  | Darja Domračevová (BLR)        | 31:16,2     | 3:22,7 (2:15,1)    | 1:02,9 (0+0+1+0)   | 35:41,8    | +18,8   |
| 3.  | 18 | Tiril Eckhoffová (NOR)         | 31:15,6     | 3:15,5 (2:04,9)    | 1:19,6 (1+0+1+0)   | 35:50,7    | +27,7   |
| 4.  | 13 | Lisa Vittozziová (ITA)         | 31:48,1     | 2:56,5 (1:42,7)    | 1:24,0 (1+0+0+1)   | 36:08,6    | +45,6   |
| 5.  | 2  | Hanna Öbergová (SWE)           | 32:03,5     | 3:04,1 (2:01,6)    | 1:01,9 (0+0+1+0)   | 36:09,5    | +46,5   |
| 6.  | 8  | Dorothea Wiererová (ITA)       | 32:08,5     | 2:59,0 (1:44,4)    | 1:02,8 (0+0+0+1)   | 36:10,3    | +47,3   |
| 7.  | 19 | Naděžda Skardinová (BLR)       | 32:02,4     | 3:34,1 (2:21,6)    | 0:34,4 (0+0+0+0)   | 36:10,9    | +47,9   |
| 8.  | 3  | Marte Olsbuová (NOR)           | 32:10,6     | 3:03,7 (1:52,6)    | 1:00,3 (0+1+0+0)   | 36:14,6    | +51,6   |
| 9.  | 21 | Marie Dorinová Habertová (FRA) | 31:32,0     | 3:24,5 (2:09,1)    | 1:24,4 (0+1+0+1)   | 36:20,9    | +57,9   |
| 10. | 7  | Kaisa Mäkäräinenová (FIN)      | 31:25,2     | 3:33,6 (2:22,4)    | 1:25,1 (0+1+0+1)   | 36:23,9    | +1:00,9 |
| 11. | 10 | Denise Herrmannová (GER)       | 31:31,3     | 3:32,1 (2:22,2)    | 1:23,8 (0+0+2+0)   | 36:27,2    | +1:04,2 |
| 12. | 28 | Franziska Preussová (GER)      | 32:30,8     | 3:07,7 (1:53,2)    | 1:00,4 (0+0+1+0)   | 36:38,9    | +1:15,9 |
| 13. | 17 | Mona Brorssonová (SWE)         | 32:32,5     | 3:25,1 (2:07,3)    | 0:57,7 (0+0+1+0)   | 36:55,3    | +1:32,3 |
| 14. | 5  | Veronika Vítková (CZE)         | 32:21,2     | 3:08,3 (1:57,9)    | 1:28,3 (0+0+0+1)   | 36:57,8    | +1:34,8 |
| 15. | 30 | Monika Hojniszová (POL)        | 32:53,6     | 3:31,2 (2:12,5)    | 0:34,4 (0+0+0+0)   | 36:59,2    | +1:36,2 |
| 16. | 1  | Laura Dahlmeierová (GER)       | 32:22,8     | 3:23,3 (2:07,2)    | 1:24,0 (1+1+0+0)   | 37:10,1    | +1:47,1 |
| 17. | 6  | Anaïs Bescondová (FRA)         | 31:56,9     | 3:13,4 (2:00,5)    | 2:13,2 (1+0+2+1)   | 37:23,5    | +2:00,5 |
| 18. | 29 | Markéta Davidová (CZE)         | 32:07,9     | 3:30,2 (2:15,9)    | 1:45,7 (0+1+1+1)   | 37:23,8    | +2:00,8 |
| 19. | 14 | Valj Semerenková (UKR)         | 33:35,3     | 3:03,6 (1:49,9)    | 1:01,0 (1+0+0+0)   | 37:39,9    | +2:16,9 |
| 20. | 11 | Justine Braisazová (FRA)       | 31:33,0     | 3:44,9 (2:31,9)    | 2:31,7 (0+1+3+1)   | 37:49,6    | +2:26,6 |
| 21. | 16 | Paulína Fialková (SVK)         | 32:22,5     | 3:20,7 (2:08,3)    | 2:09,4 (1+2+0+1)   | 37:52,6    | +2:29,6 |
| 22. | 25 | Linn Perssonová (SWE)          | 33:03,9     | 3:25,6 (2:11,1)    | 1:25,0 (1+0+0+1)   | 37:54,5    | +2:31,5 |
| 23. | 23 | Lena Häckiová (SUI)            | 32:58,4     | 3:07,0 (1:56,0)    | 2:16,9 (1+2+0+1)   | 38:22,3    | +2:59,3 |
| 24. | 12 | Vita Semerenková (UKR)         | 33:24,5     | 3:04,4 (1:51,8)    | 1:56,4 (0+0+3+0)   | 38:25,3    | +3:02,3 |
| 25. | 15 | Vanessa Hinzová (GER)          | 33:07,4     | 3:30,3 (2:15,1)    | 2:14,7 (2+1+0+1)   | 38:52,4    | +3:29,4 |
| 26. | 26 | Iryna Krjuková (BLR)           | 33:22,5     | 3:26,4 (2:11,3)    | 2:15,1 (3+1+0+0)   | 39:04,0    | +3:41,0 |
| 27. | 27 | Elisa Gasparinová (SUI)        | 33:36,3     | 3:01,0 (1:48,5)    | 2:43,7 (0+2+1+2)   | 39:21,0    | +3:58,0 |
| 28. | 20 | Irene Cadurischová (SUI)       | 34:43,5     | 2:47,8 (1:33,3)    | 2:13,4 (2+1+1+0)   | 39:44,7    | +4:21,7 |
| 29. | 24 | Anaïs Chevalierová (FRA)       | 34:18,6     | 3:15,0 (2:00,2)    | 3:06,1 (2+3+1+0)   | 40:39,7    | +5:16,7 |
| 30. | 22 | Taťjana Akimovová (OAR)        | 34:38,6     | 3:41,0 (2:29,4)    | 3:12,8 (0+0+5+1)   | 41:32,4    | +6:09,4 |

Legenda:
- Čas na střelnici A – Časový interval od vstupu na střelnici po ukončení střelby, v závorce je uveden čas střelby
- Čas na střelnici B – Časový interval odjezdu po střelbě do opuštění střelnice, v závorce je uveden počet trestných kol